# Nonnula frontalis
Barbudinho-canela ou freirinha-canela (nome científico: Nonnula frontalis) é uma espécie de ave da família Bucconidae.
Pode ser encontrada na Colômbia e Panamá. Seus habitats naturais são florestas subtropicais ou tropicais húmidas de baixa altitude e florestas secundárias altamente degradadas.